# Васькинское (сельское поселение, Удмуртия)
Васькинское — упразднённое муниципальное образование со статусом сельского поселения в составе Сюмсинского района Удмуртии.
Административный центр — деревня Васькино.

## География
Расположено в юго-западной части района, на расстоянии 12 км от районного центра и 148 км от столицы Ижевска.
На севере граничит с Сюмсинским муниципальным образованием на западе с Орловским муниципальным образованием ,на юго-востоке с Муки-Каксинским и Кильмезским муниципальными образованиями ,на юго -востоке с Вавожским районом.

## Население
| 2010  | 2012  | 2013  | 2014  | 2015  | 2016  | 2017  |
| ----- | ----- | ----- | ----- | ----- | ----- | ----- |
| 1113  | ↘1103 | ↘1083 | ↘1079 | ↘1067 | ↘1034 | ↘1024 |
| 2018  | 2019  | 2020  |       |       |       |       |
| ↘1000 | ↘977  | ↘922  |       |       |       |       |

## Местное самоуправление
Структура муниципального образования имеет трехуровневую структуру органов местного самоуправления
1. Глава муниципального образования – высшее должностное лицо;
2. Представительный орган – Совет депутатов муниципального образования, 9 чел.
3. Исполнительно – распорядительный орган - Администрация муниципального образования, состоит из 3 человек

Муниципальное образование «Васькинское» в своей деятельности руководствуется Федеральным законом от 6.10.2003г. №131-ФЗ « Об общих принципах организации местного самоуправления в Российской Федерации» и Уставом муниципального образования «Васькинское».

## История
Васькинский сельский Совет был создан в 1925 году, в него входили следующие деревни: Васькино, Кузьмино, Ильино, Казанцево, Русские и Вотские Вишорки, Русская и Вотская Бабья, заимка Пазял, Касаткинская и Вишорская пристани.
Согласно Указу Президиума Верховного Совета РСФСР от 16.06.1954г.
Васькинский и Блаж-Юсовский сельсоветы были объединены в Васькинский:
В его состав добавились деревни: Блаж-Юс, Арлан, Ельцы, Карпово, Марково, Ежик. В 70-80 годы Русская и Удмуртская Бабья были переданы в Сюмсинский сельский Совет некоторые деревни сняты с учета в связи с укрупнением колхозов. В1987 году ст.Пижил была передана в Васькинский сельский совет из Муки –Каксинского. В настоящее время в муниципальном образовании «Васькинское» осталось 6 населенных пунктов.
Муниципальное образование создано 1 января 2006 года в результате муниципальной реформы. Предшественник — Васькинский сельсовет Сюмсинского района.
К 18 апреля 2021 года было упразднено в связи с преобразованием района в муниципальный округ.